# Open de Grèce
L’Open de Grèce est une compétition de taekwondo organisée annuellement par la Fédération hellénique de taekwondo.
Ce tournoi est un événement majeur dans le calendrier mondial du fait de son label « WTF-G1 ».

## Lieu des éditions
| Kos           |
| Thessalonique |
| Athènes       |
| Chalcis       |

## Palmarès hommes
| WTF-G1 | WTF-G1                    | WTF-G1             | WTF-G1               | WTF-G1                  | WTF-G1            | WTF-G1                  | WTF-G1              | WTF-G1                |
| Année  | -54 kg                    | -58 kg             | -63 kg               | -68 kg                  | -74 kg            | -80 kg                  | -87 kg              | +87 kg                |
| ------ | ------------------------- | ------------------ | -------------------- | ----------------------- | ----------------- | ----------------------- | ------------------- | --------------------- |
| 2019   | Nicolas Legari            | Hidetaka Maeda     | Nikolaos Kalaitzidis | Zinedin Beqaj           | Stavros Tsipounis | John Asp                | Milos Pilipovic     | Marek Langer          |
| 2018   | Gianni Corsi              | Dmitrij Nagajev    | Nuno Costa           | Georgios Mantzouranis   | Carl Nickolas     | Apostolos Telikostoglou | Drasko Jovanov      | Dejan Georgievski     |
| 2017   | Ryuta Matsui              | Stepan Dimitrov    | Bar Reuben           | Konstantinos Chamalidis | Anas Al-Adarbi    | Saleh Al-Sharabaty      | Grigoris Nikolaidis | Athanasios Nikolaidis |
| 2016   | Armin Hadipour Seighalani | Farzan Ashourzadeh | Jaouad Achab         | Karol Robak             | Aleksey Denisenko | Mahdi Khodabakhshi      | Vladislav Larin     | Amadou Abdou Issoufou |
| 2015   | Sotirios Boutios          | Levent Tuncat      | Deni Andrun Razić    | Anthony Stephenson      | Julio Ferreira    | Roberto Botta           | Ahmad Mohammadi     | Sajjad Mardani        |
| 2014   | Clayton Dos Santos        | Gorkem Sezer       | Vladimir Kim         | Konstantin Minin        | Benjamin Haines   | Steven López            | Ivan Nikitine       | Oleg Kuznetsov        |

## Palmarès femmes
| WTF-G1 | WTF-G1            | WTF-G1                | WTF-G1            | WTF-G1               | WTF-G1              | WTF-G1                | WTF-G1           | WTF-G1                |
| Année  | -46 kg            | -49 kg                | -53 kg            | -57 kg               | -62 kg              | -67 kg                | -73 kg           | +73 kg                |
| ------ | ----------------- | --------------------- | ----------------- | -------------------- | ------------------- | --------------------- | ---------------- | --------------------- |
| 2019   | Ionna Koutsou     | Trương Thị Kim Tuyền  | Maria Karagianni  | Trần Thị Ánh Tuyết   | Eleni Vasileiadou   | Urgence Mouega        | Afroditi Ameridi | Laura Glasnović       |
| 2018   | Park eun-A        | Martina Corelli       | Luca Patakfalvy   | Andriana Asprogeraka | Nadja Savkovic      | Athanasia Mitsopoulou | Evgenia Sarri    | Madelynn Gorman-Shore |
| 2017   | Kyriaki Kouttouki | Apostolia Tsantoukla  | Iris Silva        | Konstantina Tzeli    | Ioanna Desylla      | Paige McPherson       | Sude Bulut       | Belén Morán           |
| 2016   | Kyriaki Kouttouki | Anastasia Karaspiliou | Tijana Bogdanovic | Hatice Kübra İlgün   | Kimia Alizadeh      | Lauren Williams       | Karina Zhdanova  | Gwladys Épangue       |
| 2015   | Kyriaki Kouttouki | Tijana Bogdanovic     | Indra Craen       | Anna-Lena Frömming   | Marta Calvo         | Ana Bajić             | Iva Radoš        | Aleksandra Kowalczuk  |
| 2014   | Kyriaki Kouttouki | Charlie Maddock       | Sedanur Yumrucali | Martina Zubčić       | Oxana Dzhamansatova | Sofia Agourida        | Yaprak Eriş      | Niki Athanasopoulou   |